# Psamatodes cermala
Psamatodes cermala är en fjärilsart som beskrevs av Druce 1893. Psamatodes cermala ingår i släktet Psamatodes och familjen mätare. Inga underarter finns listade i Catalogue of Life.